# Cinema novo

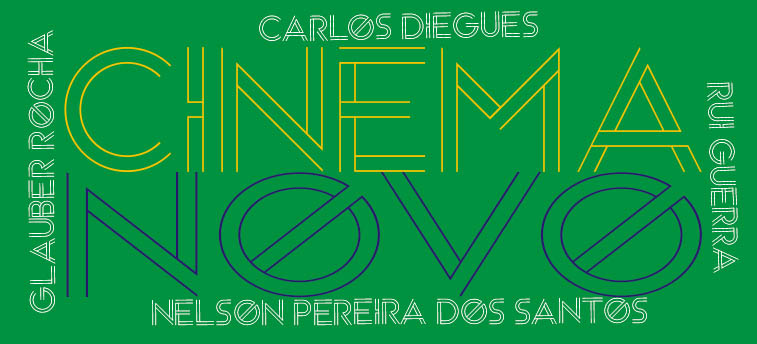

El cinema novo fou un moviment de la història del cinema del Brasil al qual pertanyeren una sèrie de directors de cinema brasilers dels anys 50 i 60 del segle xx compromesos amb l'època.
El lema era Una càmera a la mà i una idea al cap, i hi havia influït tant el neorealisme italià com la Nouvelle vague francesa. Els principals membres del cinema novo foren Glauber Rocha, Nelson Pereira dos Santos, Carlos Diegues i Joaquim Pedro de Andrade. Més endavant s'hi uniren directors com Walter Lima Júnior i Ruy Guerra. El cinema tractava la realitat social del país, el seu passat històric i la pobresa, tant a les grans ciutats com al despoblat nord-est brasiler.
La seva influència arriba fins al cinema brasiler més recent, i és notable en pel·lícules com Central do Brasil, de Walter Salles (1998) o Cidade de Deus, de Fernando Meirelles (2002).

## Orígens

### Rerefons
A la dècada del 1950, el cinema brasiler estava dominat per la chanchada (musicals inspirats en el burlesc, sovint de caràcter còmic i de baix cost), els films èpics de gran pressupost que imitaven l'estil de Hollywood i el cinema "seriós" —que el cineasta Carlos Diegues considerava «de vegades cerebral i sovint ridículament pretensiós». Aquest cinema tradicional va ser recolzat per productors, distribuïdors i exhibidors estrangers. Quan va acabar la dècada, els joves cineastes brasilers van protestar contra pel·lícules que consideraven fetes amb mal gust i amb un mercantilisme sòrdid, una mena de prostitució cultural» que es basava en la imatge d'«un Brasil analfabet i empobrit».
El Cinema Novo es va fer progressivament més polític. A la dècada del 1960, el Brasil produïa el cinema més polític de l'Amèrica del Sud. El gènere va agafar protagonisme al mateix temps que el progressisme brasiler, per mitjà dels presidents Juscelino Kubitschek i més tard João Goulart, va començar a influir en la cultura popular brasilera. Però no va ser fins al 1959 o el 1960 que el moviment no rebria l'etiqueta de "Cinema Novo". Segons Randal Johnson i Robert Stam, el Cinema Novo va començar oficialment l'any 1960, amb l'inici de la seva primera fase.
El 1961, el Centre Popular de Cultura, filial del Sindicat Nacional d'Estudiants, va estrenar Cinco Vezes Favela, una pel·lícula dividida en cinc episodis, que Johnson i Stam afirmen que és «un dels primers» productes del moviment. El Centre «pretenia establir un vincle cultural i polític amb el poble, muntant obres de teatre a les fàbriques i als barris de la classe treballadora, produint pel·lícules i discos i participant en programes d'alfabetització». Johnson. i Stam sostenen que molts dels membres originals de Cinema Novo també eren membres actius del Centre i van participar en la producció de Cinco Vezes Favela.

### Influències
Els cineastes brasilers van modelar el Cinema Novo a partir de gèneres coneguts per la subversió: el neorealisme italià i la nouvelle vague francesa. Johnson i Stam afirmen, a més, que el Cinema Novo tenia punts en comú amb el cinema soviètic dels anys vint, «una inclinació per teoritzar la seva pròpia pràctica cinematogràfica». El cinema neorealista italià sovint es rodava fora dels platós, amb actors no professionals i ciutadans de la classe treballadora representats durant els durs temps econòmics posteriors a la Segona Guerra Mundial. La nouvelle vague va rebre una forta influència dels italians, els directors del gènere van rebutjar el cinema clàssic i van adoptar la iconoclàstia.
Alguns defensors del Cinema Novo eren crítics amb la nouvelle vague per la seva tendència a copiar l'estètica i l'elitisme de Hollywood. En canvi, sí que van sentir-se atrets per l'ús de la teoria d'auteur francesa, que va permetre als directors enregistrar pel·lícules de baix pressupost i fer créixer el suport del públic brasiler.

## Ideologia
El cineasta del moviment Alex Viany descriu el moviment com a elements de cultura participativa. Segons Viany, mentre que el Cinema Novo va ser inicialment «tan fluid i indefinit» com el seu germà gran francès, requeria que els cineastes tinguessin passió pel cinema, ganes d'utilitzar-lo per «explicar problemes socials i humans» i voluntat d'individualitzar el seu treball.
La teoria d'auteur també va influir molt en Cinema Novo. Tot i que les seves tres fases eren diferents, el moviment brasiler animava als directors a emfatitzar la seva política personal i les seves preferències estilístiques. Tal com va explicar a Viany el cineasta Joaquim Pedro de Andrade en una entrevista de 1966:
| « | A les nostres pel·lícules, les propostes, posicions i idees són extremadament variades, de vegades fins i tot contradictòries o, almenys, múltiples. Sobretot són cada cop més lliures i desemmascarades. Hi ha una llibertat total d'expressió. A primera vista, això sembla indicar una certa incoherència interna dins del moviment Cinema Novo. Però en realitat crec que indica una major coherència: una correspondència més legítima, veraç i directa entre el cineasta —amb les seves perplexitats, dubtes i certeses— i el món en què viu. | » |

La lluita de classes també va donar formar al Cinema Novo, el tema més fort del qual és "l'estètica de la fam" desenvolupada pel director novell Glauber Rocha en la primera fase. Rocha volia exposar com de diferent era el nivell de vida dels sud-americans rics i dels sud-americans pobres. En el seu assaig de 1965 Uma Estética da Fome, Rocha va afirmar que «la fam d'Amèrica del Sud no és simplement un símptoma alarmant: és l'essència de la nostra societat... L'originalitat [del Cinema Novo] és la fam [dels sud-americans] i la nostra major misèria és que aquesta fam se sent però no s'entén intel·lectualment». En aquesta nota, Wheeler Winston Dixon i Gwendolyn Audrey Foster sostenen que «les implicacions marxistes del cinema [de Rocha] són difícils d'obviar».

## Temes i estil
La majoria dels historiadors del cinema divideixen el Cinema Novo en tres fases seqüencials que es diferencien pel to, l'estil i el contingut. Stam i Johnson identifiquen una primera fase que va del 1960 al 1964, una segona fase que va fins al 1968 i una tercera fase que conclou entre 1971 i 1972. Hi ha poc desacord entre els crítics de cinema sobre aquest període.
Carlos Diegues afirma que, si bé la manca de fons va reduir la precisió tècnica de les pel·lícules de Cinema Novo, també va permetre als directors, guionistes i productors tenir una inusual llibertat creativa. Deia: «com que el Cinema Novo no és una escola, no té un estil establert», i «al Cinema Novo, les formes expressives són necessàriament personals i originals sense dogmes formals». Aquesta llibertat de direcció, juntament amb el clima social i polític canviant al Brasil, va fer que Cinema Novo experimentés canvis de forma i contingut en poc temps.

### Primera fase (1960-1964)
Les pel·lícules de la primera fase representen la motivació i els objectius originals del Cinema Novo. Tenien un to seriós i una ambientació rural, tractant de mals socials que afectaven la classe treballadora com la fam, la violència, l'alienació religiosa i l'explotació econòmica. També van abordar el fatalisme i l'estoïcisme del poble, incapaç de solucionar aquests problemes. «Les pel·lícules comparteixen un cert optimisme polític», escriuen Johnson i Stam, «una mena de fe de què mostrar aquests problemes seria el primer pas cap a la solució».
A diferència del cinema tradicional brasiler, que representava bells actors professionals a paradisos tropicals, la primera fase del Cinema Novo "va buscar els racons foscos de la vida brasilera: les seves faveles i el sertão, els llocs on les contradiccions socials del Brasil van aparèixer de manera més espectacular". Aquesta mostra del conflicte intern del país era recolzada per una estètica caracteritzada visualment per una qualitat documental, sovint aconseguida amb l'ús d'una càmera de mà i rodada en blanc i negre, utilitzant uns escenaris senzills i crus que emfatitzaven de manera vívida la duresa del paisatge. Diegues sosté que la primera fase del Cinema Novo no es va centrar en el muntatge i l'enquadrament, sinó més aviat en la difusió d'una filosofia del proletariat. «Els cineastes brasilers (principalment a Rio de Janeiro, Bahia i São Paulo) han agafat les seves càmeres i han sortit al carrer, al país i a les platges a la recerca del poble brasiler, el camperol, l'obrer, el pescador, l'habitant dels barris marginals».
La majoria dels historiadors del cinema coincideixen que Glauber Rocha, «un dels cineastes més coneguts i prolífics que va sorgir a finals dels anys 50 al Brasil», va ser el defensor més poderós del Cinema Novo en la seva primera fase. Dixon i Foster afirmen que Rocha va ajudar a iniciar el moviment perquè volia fer pel·lícules que eduquessin el públic sobre la igualtat social, l'art i l'intel·lectualisme, cosa que el cinema brasiler de l'època no feia. Ell va resumir aquests objectius afirmant que les seves pel·lícules utilitzaven "l'estètica de la fam" per abordar els disturbis de classe i racials. El 1964, Rocha va escriure i dirigir Deus e o Diabo na Terra do Sol per suggerir que «només la violència ajudarà els que estan molt oprimits».
Amb Rocha al capdavant durant la seva primera fase, el Cinema Novo va ser elogiat per la crítica d'arreu del món.

### Segona fase (1964-1968)
El 1964, el popular president demòcrata João Goulart va ser destituït del càrrec per un cop militar, convertint el Brasil en una autocràcia dirigida pels militars sota el comandament del president Humberto de Alencar Castelo Branco. En conseqüència, els brasilers van perdre la fe en els ideals del Cinema Novo, ja que el moviment havia promès protegir els drets civils però no havia aconseguit defensar la democràcia. Joaquim Pedro de Andrade va culpar els seus companys, que segons va dir s'havien allunyat dels espectadors, mentre apel·lava als crítics: «Perquè una pel·lícula sigui un instrument realment polític, primer ha de comunicar-se amb el seu públic». La segona fase del Cinema Novo pretenia, doncs, desviar les crítiques i abordar «l'angoixa i la perplexitat» que van sentir els brasilers després de la destitució de Goulart. Ho va fer produint pel·lícules que eren «anàlisis del fracàs del populisme, del desenvolupisme i dels intel·lectuals d'esquerres» per a protegir la democràcia brasilera.
En aquest moment, els cineastes també van començar a procurar que Cinema Novo fos més rendible. Stephanie Dennison i Lisa Shaw afirmen que els directors de la segona fase «varen reconèixer la ironia de fer pel·lícules anomenades populars, que només eren vistes per universitaris i aficionats a l'art. Llavors, alguns autors van començar a allunyar-se del l'anomenada "estètica de la fam", dirigint-se a un estil i temes cinematogràfics dissenyats per atreure l'interès del públic en general». Com a resultat, es va estrenar la primera pel·lícula de Cinema Novo rodada en color i que representava ciutadans de classe mitjana: Garota de Ipanema (Leon Hirzshman, 1968).

### Tercera fase i Cinema Marginal (1968–1972)

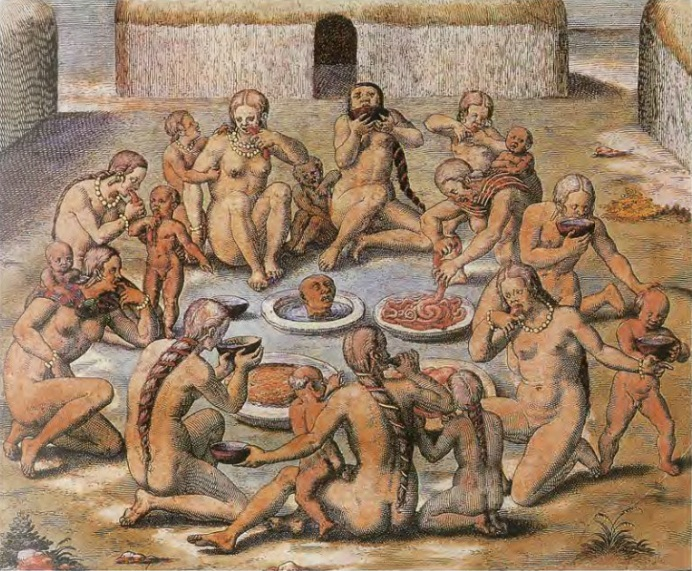
El francès Theodor de Bry, al, va pintar els costums caníbals del poble tupinambá.

Hans Proppe i Susan Tarr descriuen la tercera fase del Cinema Novo com «una barreja de temes socials i polítics amb un teló de fons abundant de personatges, imatges i contextos». La tercera fase del Cinema Novo també s'ha anomenat la fase antropofàgica-tropicalista" o, simplement, fase "tropicalista".
Els historiadors del cinema es refereixen a l'antropofàgia tant literalment com metafòricament, vinculant el Cinema Novo al modernisme brasiler dels anys 20. Ambdós tipus de canibalisme són visibles a Como Era Gostoso o Meu Francês (1971), en la què el protagonista és segrestat i devorat per caníbals alhora que «se suggereix que els indis (és a dir, el Brasil) haurien de canibalitzar metafòricament els seus rivals estrangers, apropiant-se de la seva força sense ser dominats per ells». Rocha creia que el canibalisme representava la violència que era necessària per promulgar el canvi social i la representava a la pantalla: «Des del Cinema Novo s'hauria d'aprendre que una estètica de la violència, abans de ser primitiva, és revolucionària. És el moment inicial en què el colonitzador pren consciència del colonitzat. Només davant la violència, el colonitzador entén, a través de l'horror, la força de la cultura que explota».
Amb la modernització del Brasil en l'economia global, el Cinema Novo en la seva tercera fase també «es va tornar més polit i professional, produint pel·lícules en què la rica textura cultural del Brasil s'ha empès al límit i s'ha explotat per als seus propis fins estètics, més que per a la seva adequació com a metàfora política». Els consumidors i part dels cineastes brasilers van començar a sentir que el Cinema Novo estava contradient els ideals de la seva primera fase. Aquesta percepció va portar al naixement del Cinema Marginal, també anomenat cinema Udigrudi o Nou Cinema Novo. Emprava l'estètica de la "pantalla bruta" i d'"escombraries" per retornar el gènere al seu enfocament original de personatges marginals i denúncia social, alhora que s'apropien d'elements de pel·lícules de sèrie b i pornochanchadas per arribar a un públic més ampli i de classe popular.
Però el Cinema Novo de tercera fase també va tenir partidaris. El director Joaquim Pedro de Andrade, que va estar actiu durant la primera fase i va produir una de les pel·lícules d'estrena de la tercera fase, Macunaíma, es va mostrar satisfet de que el Cinema Novo s'hagués apropat als ciutadans brasilers, malgrat les acusacions que s'estava esgotant.

## Final del Cinema Novo
Burnes St. Patrick Hollyman, fill del reputat fotògraf estatunidenc Thomas Hollyman, afirma que el 1970, «el cinema novo havia guanyat nombrosos premis en festivals internacionals». L'any 1970 Rocha va publicar un manifest sobre el progrés del Cinema Novo, en el qual es deia satisfet perquè el Cinema Novo hagués guanyat l'acceptació de la crítica, passés a rebre la consideració de formar part del cinema mundial i s'hagués convertit en «un cinema nacionalista que reflectís amb exactitud les preocupacions artístiques i ideològiques del poble brasiler». Però Rocha també va advertir als cineastes i als consumidors que ser massa complaent amb els èxits del Cinema Novo tornaria el Brasil a l'estat previ:
| « | El moviment és més gran que qualsevol de nosaltres. Però els joves han de saber que no poden ser irresponsables amb el present i el futur perquè l'anarquia d'avui pot ser l'esclavitud de demà. En poc temps, l'imperialisme començarà a explotar les pel·lícules de nova creació. Si el cinema brasiler és la palmera del tropicalisme, és important que les persones que han viscut la sequera estiguin en guàrdia per assegurar-se que el cinema brasiler no esdevingui subdesenvolupat. | » |

Les pors de Rocha es van fer realitat. L'any 1977, el cineasta Carlos Diegues deia que «només es pot parlar del Cinema Novo en termes nostàlgics o figuratius perquè ja no existeix com a grup, sobretot perquè s'ha diluït en el cinema brasiler». A l'ocàs del moviment, el govern brasiler va crear la companyia cinematogràfica Embrafilme per fomentar la producció de cinema al país; però l'organisme va produir sobretot pel·lícules que ignoraven la ideologia del Cinema Novo.

## Llegat

### Embrafilme
El 1969, el govern militar va instituir Embrafilme, una empresa dissenyada per produir i distribuir cinema brasiler. Embrafilme va produir pel·lícules de diversos gèneres, incloses les fantasies i èpiques de gran pressupost. Aleshores, Carlos Diegues va dir que donava suport a Embrafilme perquè era «l'única empresa amb prou poder econòmic i polític per enfrontar-se a la voracitat devastadora de les corporacions multinacionals al Brasil». Diegues assegurava també que, si bé Embrafilme no s'identificava amb l'esperit del Cinema Novo, que al país existís un projecte d'aquella magnitud només havia pogut ser gràcies al moviment.
Quan Embrafilme va ser desmantellada el 1990 pel president Fernando Collor de Mello, les conseqüències per a la indústria cinematogràfica brasilera van ser immediates i desagradables. A falta d'inversors, molts directors brasilers van coproduir pel·lícules britàniques. Això va provocar que el cinema anglès envaís el mercat brasiler, que va passar de filmar 74 pel·lícules el 1989 a produir-ne només 9 l'any 1993. El president brasiler, Itamar Franco, va posar fi a la crisi implementant el Premi Rescat del Cinema Brasiler, que va finançar 90 projectes entre 1993 i 1994. El premi «va obrir noves portes a una jove generació de nous cineastes (i a alguns dels veterans) que confiaven que, tal com anunciava profèticament el títol d'una pel·lícula del veterà Carlos Diegues, arribarien dies millors (Melhores Dias Virao, 1989)».

### Tercer Cinema
Segons Aristides Gazetas, el Cinema Novo va ser la llavor d'un gènere influent anomenat Tercer Cinema, que també bevia del neorealisme italià i la nouvelle vague. El 1965, Glauber Rocha va afirmar que el cinema Novo narrava fenòmens compartits a tot el món, no una situació exclusiva del Brasil. A Itàlia, Gillo Pontecorvo va dirigir la nominada a l'Oscar La Battaglia di Algeri (1965), que representava els musulmans africans com a valents terroristes lluitant contra els colonialistes de l'Algèria francesa. El cineasta cubà Tomas Gutierrez Alea, cofundador de l'innovador Instituto Cubano del Arte e Industria Cinematográficos, va mostrar a través del Tercer Cinema per "reconstituir un passat històric per als cubans". Segons Stuart Hall, Third Cinema també va afectar el poble afrocaribeny donant-los dues identitats: la de la unió a través de la diàspora i la de la denúncia contra «el resultat del domini blanc i la colonització».

## Pel·lícules clau

### Primera fase
| - Aruanda (1960) - Arraial do Cabo (1960) - Cinco Vezes Favela (1962) - Barravento (1962) - Os Cafajestes (1962) | - Ganga Zumba (1963) - Vidas Secas (1963) - Sol Sobre a Lama (1963) - Deus e o Diabo na Terra do Sol (1964) - Os Fuzis (1964) |

### Segona fase
- O Desafio (1966)
- Terra em Transe (1967)
- O Bravo Guerreiro (1968)
- Fome de Amor (1968)

### Tercera fase
| - O Dragão da Maldade Contra o Santo Guerreiro (1968) - Macunaíma (1969) - Os Herdeiros (1969) | - Os Deuses e os Mortos (1970) - Como Era Gostoso o Meu Francês (1971) - Pindorama (1971) |

## Directors
| \| - Mário Carneiro - Joaquim Pedro de Andrade - Carlos Diegues - Nelson Pereira dos Santos - Paulo César Saraceni - Ruy Guerra - Leon Hirszman \| - Gustavo Dahl - Arnaldo Jabor - David Neves - Glauber Rocha - Alex Viany - Olney São Paulo - Roberto Pires \| | - Glauber Rocha - Carlos Diegues - Nelson Pereira dos Santos - Arnaldo Jabor                                |
| - Mário Carneiro - Joaquim Pedro de Andrade - Carlos Diegues - Nelson Pereira dos Santos - Paulo César Saraceni - Ruy Guerra - Leon Hirszman | - Gustavo Dahl - Arnaldo Jabor - David Neves - Glauber Rocha - Alex Viany - Olney São Paulo - Roberto Pires |